# Juan Pablo Zeiss
Pas d'image ? Cliquez ici

a Compétitions nationales et continentales officielles uniquement.

b Matchs officiels uniquement.
Dernière mise à jour le 28 juillet 2025.
Juan Pablo Zeiss, né le 2 août 1989 à Bariloche (Argentine), est un joueur international argentin de rugby à XV évoluant au poste de pilier.

## Carrière

### En club
Juan Pablo Zeiss commence à jouer au rugby avec le Club Hípico Paiubre de Mercedes, avant de retourner vivre dans sa ville natale de Bariloche pour jouer avec le Club Los Pehuenes jusqu'à ses 18 ans. Il part ensuite faire ses études de science politique à Buenos Aires, et joue avec le club amateur du Los Matreros. Il arrête ses études après trois années, mais continue à vivre à Buenos Aires, où il exerce le métier du cuisinier. Avec son club, il joue au poste de pilier qu'après l'âge de 20 ans, après une pénurie à ce poste dans son club. Chaque année, il dispute la deuxième division du Tournoi de l'URBA, hormis en 2011, où son club fait un bref passage en première division,.
En 2018, il est recommandé par son entraîneur des Matreros à Mario Ledesma, qui entraîne la franchise des Jaguares qui évolue en Super Rugby. Il est alors invité à s'entrainer avec l'équipe, et après s'être montré convaincant, il obtient son premier contrat professionnel à l'âge de 29 ans,. Il fait ses débuts en Super Rugby le 17 février 2018 contre les Stormers,. Lors de sa première saison, il joue que dix matchs, tous comme remplaçants. Après cette première saison, il refuse une offre du club français de l'USA Perpignan pour rester en Argentine,. La saison suivante, il reste avec les Jaguares pour la saison 2019 de Super Rugby, où il dispute un total de six rencontres, et connait sa première titularisation,.
En 2020, alors qu'il est toujours son contrat avec les Jaguares, il rejoint les Ceibos en Súperliga Americana. Il n'a le temps de disputer que deux rencontres, avant que la saison soit interrompue en raison de la pandémie de Covid-19.
L'année suivante, il fait son retour avec les Jaguares, qui viennent de remplacer les Ceibos en Súperliga Americana. Il joue dix rencontres lors de la compétition, que son équipe termine championne et invaincue,.
En 2022, il rejoint la Major League Rugby et l'équipe des SaberCats de Houston.
Après une saison pleine du côté de Houston, il s'engage avec les Jackals de Dallas pour la saison 2023 de MLR. Titulaire indiscutable lors de cette première saison, il prolonge son contrat pour une année supplémentaire,.
Le 21 octobre 2024, il s'engage en faveur des Seawolves de Seattle pour la saison 2025.

### En équipe nationale
Juan Pablo Zeiss est sélectionné pour la première fois avec l'équipe d'Argentine en mai 2018,. Il obtient sa première cape internationale le 8 septembre 2018 à l'occasion d'un test-match contre l'équipe de Nouvelle-Zélande à Nelson.

## Palmarès
- Finaliste du Super Rugby en 2019 avec les Jaguares.

## Statistiques
Juan Pablo Zeiss compte 7 capes en équipe d'Argentine, dont aucune en tant que titulaire, depuis le 8 septembre 2018 contre l'équipe de Nouvelle-Zélande à Nelson.
Il participe à deux éditions du Rugby Championship, en 2018 et 2020. Il dispute quatre rencontres dans cette compétition.